# T・J・カミングス
テリー・"TJ"・カミングス・ジュニア（Terry "TJ" Cummings Jr.、1981年8月31日 - ) は、アメリカ合衆国のバスケットボール選手。身長205cm、体重104kgで、ポジションはフォワードセンター。
元NBA選手のテリー・カミングスは父。

## 来歴
ホームウッド・フルースモア高校を卒業し大学はUCLAに進学、4年間プレーした。大学卒業後、NBAデベロップメント・リーグのアルバカーキ・サンダーバーズにドラフト3巡目で指名される。ルーキーイヤーは1ゲーム当たり12.6ポイント、6.4リバウンドの成績を上げた。その年アルバカーキは優勝を果たした。
2006-07シーズン後、カミングスはアルバカーキと契約できなかったが、ロサンゼルス・ディーフェンダーズと契約した。ロサンゼルスには2シーズン在籍、2010-11シーズンはメイン・レッドクローズと契約した。
翌シーズン、bjリーグの大分ヒートデビルズと契約。リーグ5位となる1試合平均21.10得点を記録した。
2012年8月、秋田ノーザンハピネッツと契約。開幕から活躍するも、12月に契約解除。12月10日、仙台89ERSと契約。チームの攻撃の中心としての1試合平均23.1得点を挙げた。秋田と仙台での得点を合算しても同22.13点で、埼玉ブロンコスのジョン・ハンフリーが記録した同27.23得点に次ぐリーグ2位の記録であった。しかしその一方で河北新報は、後半スタミナの状態から無理なシュートを撃ってしまい、相手に流れを渡すことが多かったと評した。
2013-14シーズンの途中、bjリーグの島根スサノオマジックと契約することが決まり、再び来日することになった。